# 德爾蒙地森林 (加利福尼亞州)
德爾蒙地森林（英語：Del Monte Forest）是位於美國加利福尼亞州蒙特雷縣的一個人口普查指定地區。

## 地理
德爾蒙地森林的座標為36°35′11″N 121°31′07″W / 36.58639°N 121.51861°W，而該地最高點為海拔高度63米（即207英尺）。

## 人口
根據2010年美國人口普查的數據，德爾蒙地森林的面積為27.573平方千米，當中陸地面積為20.807平方千米，而水域面積為6.766平方千米。當地共有人口4514人，而人口密度為每平方千米163人。